# Bairdia hunaumaensis
Bairdia hunaumaensis is een mosselkreeftjessoort uit de familie van de Bairdiidae.